# نسخه‌های دیوان حافظ
این مقاله به چاپ‌های دیوانِ حافظ می‌پردازد. آنچه که از اشعارِ حافظ به چاپ رسیده، دربردارندهٔ مجموعه‌های ناقص و کامل، غیرانتقادی و انتقادی، چاپِ سنگی، خوشنویسی‌شده، نسخه‌برگردان و حروف‌چینی چاپی است. در کتابشناسی حافظ گردآوریِ مهرداد نیکنام به‌سال ۱۳۶۷، ۳۰۰ دیوانِ چاپی و در کتابشناسیِ حافظ‌پژوهان و حافظ‌پژوهی گردآوریِ ابوالقاسم رادفر به‌سال ۱۳۶۸ ه‍.ش، ۲۲۵ دیوانِ چاپی فهرست شده‌اند و پس از آن نیز چاپ‌های بسیارِ دیگری منتشر شده‌اند.

## فهرست
| فهرستِ چاپ‌های دیوانِ حافظ |                                                                    |                                                            | | |
| ردیف                    | تاریخ                                                              | چاپ                                                        | تصحیح یا نسخهٔ مبنا | توضیحات |
| ۱                       | ۱۷۹۱ م                                                             | چاپ سنگی توسط انتشاراتِ آپجان در کلکته                      | تصحیحِ ابوطالب لندنی برپایهٔ دوازده نسخهٔ خطی در ۱۵۷ برگه به‌قطع رحلی | از کهن‌ترین چاپ‌های دیوانِ حافظ؛ سفارش از سوی ریچارد جانسن، عضوِ کمپانی هند شرقی؛ تقدیرِ ویلیام جونْز از جانسن برای این اقدام |
| ۲                       | ۱۲۴۳ ه‍.ق/۱۸۲۷ م                                                     | چاپ در بولاق                                               | | به‌فرمانِ محمدعلی پاشا، نایبُ‌الْحکومهٔ مصر |
| ۳                       | ۱۲۴۳ ه‍.ق/۱۸۲۷ م                                                     | چاپ در کلکته                                               | به‌کوششِ بدرعلی عظیم‌آبادی | دربردارندهٔ پیشگفتارِ محمّد گُلَندام |
| ۴                       |                                                                    | چاپ در کلکته                                               | توسط سرگرد جَرِت | از متن‌های امتحانیِ فارسیِ کارمندانِ نظامی و دولتی در هند؛ مورد استفادهٔ هِنری ویلْبِرفورْس کِلارْک در ترجمه‌اش |
| ۵                       | ۱۸ محرّم ۱۲۵۴ ه‍.ق/۱۳ آوریل ۱۸۳۸ م                                    | نخستین چاپ سنگی در ایران در قطعِ جیبی                       | | |
| ۶                       | ۱۸۵۴ تا ۱۸۵۶ م                                                     | چاپ در لایپزیگ                                             | به‌کوشش هِرمان بروکهاوْس با عنوانِ دفتر شعر حافظ | دربردارندهٔ بخشِ بزرگی از شرحِ سودی |
| ۷                       | ۱۸۵۸ تا ۱۸۸۴ م                                                     | چاپ در وین در سه جلد                                       | ترجمهٔ فینتسنتس روزنتسوایگ فون شواناو با عنوانِ دیوان شاعر غزل‌سرای بزرگ حافظ | |
| ۸                       | ۱۳۱۴ ه‍.ق/۱۸۹۶ م و ۱۳۲۲ ه‍.ق/۱۹۰۴ م                                    | دو نوبت چاپ سنگی در بمبئی                                  | به‌کوشش و تصحیحِ محمد قدسی حسینی برپایهٔ پنجاه نسخهٔ دستنویس و چاپی در طول هشت سال | مشهور به چاپ «قدسی»؛ رواج تا پیش از تصحیحِ قزوینی و غنی در ۱۳۲۰ ه‍.ش/۱۹۴۱ م؛ بهره‌گیریِ هوشنگ ابتهاج از آن در تصحیح خویش |
| ۹                       | ۱۳۰۶ ه‍.ش/۱۹۲۷ م و چاپ مجدد به‌طور افست در ۱۳۶۹ ه‍.ش/۱۹۸۰ م             | چاپ در تهران                                               | تصحیح عبدُالرّحیم خلخالی برپایهٔ چهار نسخهٔ دستنویس | درجِ اختلافِ نسخه‌ها در پاورقی؛ دارای خطاهای بسیار؛ نسخهٔ مبنای تصحیحِ قزوینی و غنی؛ پایهٔ بسیاری از چاپ‌های دیوان؛ استفاده از آن با واسطهٔ نسخهٔ قزوینی و غنی به‌خاطرِ دردسترس نبودنش وفاداریِ کاملِ مصحح به متنِ نسخهٔ ۸۲۷ ه‍.ق |
| ۱۰                      | ۱۳۱۵ ه‍.ش/۱۹۳۷ م و چندین بار تجدیدِ چاپ پس از آن                      | چاپ در تهران                                               | نخستین تصحیحِ انتقادیِ دیوان به‌کوششِ حسین پژمان بختیاری برپایهٔ سه نسخهٔ دستنویسِ ناقص | دارای مقدمه‌ای طولانی و شاعرانه در چاپ‌های بعدی؛ خرده‌گیری بر روشِ قزوینی در مقابله در مقدمهٔ چاپ‌های پسین |
| ۱۱                      | ۱۳۲۰ ه‍.ش/۱۹۴۱ م با بیش از پنجاه بار تجدیدِ چاپ                       | چاپ توسط انتشارات زوار در تهران                            | تصحیحِ انتقادیِ دیوان توسطِ محمد قزوینی و قاسم غنی برپایهٔ مقابلهٔ نسخهٔ دستنویس به‌تاریخ ۸۲۷ ه‍.ق مورد استفادهٔ خلخالی با هفده نسخهٔ دستنویسِ تازه‌تر؛ به‌پیشنهادِ اسماعیل مرآت، وزیرِ فرهنگِ وقت | خوشنویسیِ تصحیح به‌خطِ حسن زرین‌خط؛ عدمِ یادداشتِ تفاوت‌های کار با نسخهٔ خلخالی؛ عدم گزارشِ منابعِ ابیاتِ افزوده و خوانش‌های خارج از نسخهٔ خلخالی؛ پایهٔ دیوان‌های خوشنویسی‌شدهٔ بسیار مانند اثرِ خسرو خروش؛ چاپی دربردارندهٔ پیوستِ افزوده‌های قزوینی از دیگر منابع و نمایهٔ ابیات به‌کوشش عبدالکریم جربزه‌دار در تهران به‌سال ۱۳۶۷ ه‍.ش با وجود چاپ‌های فراوان، تنها چاپ‌های زوار و اساطیر برای این تصحیح اعتبار کامل دارند. |
| ۱۲                      | سه نسخه در سه چاپ ۱۳۳۷، ۱۳۴۹ و ۱۳۵۹ ه‍.ش                             | چاپ در تهران                                               | تصحیح پرویز ناتل خانلَری با عنوان غزل‌های خواجه حافظ شیرازی برپایهٔ غزل‌های موجود در «جُنگِ اسکندرمیرزا» نگاه‌داری‌شده در موزهٔ بریتانیا و مقابله با سه نسخهٔ تازه‌تر؛ تصحیحِ دوم برپایهٔ چهارده نسخهٔ کهن؛ یکسانی نسخه‌های مبنا و روش تصحیح در تصحیح دوم و سوم | تجدید نظر در تصحیحِ دوم و تجدیدِ چاپش در دو مجلّد در تهران و به‌سال ۱۳۶۲ ه‍.ش؛ چاپی علمی؛ برترین تصحیح از سوی بعضی حافظ‌پژوهان یا یکی از پنج تصحیح برترِ دیوانِ حافظ از سوی همهٔ حافظ‌پژوهان |
| ۱۳                      | ۱۳۴۵ ه‍.ش و چندین تجدید چاپ                                          | چاپ در تهران                                               | تصحیحِ ابوالقاسم اَنجَوی شیرازی | دارای مقدمه‌ای از علی دشتی، حواشی و فهرستِ ابیات |
| ۱۴                      | ۱۳۴۷ ه‍.ش                                                            | چاپ در دو جلد در شیراز                                     | تصحیحِ مسعود فرزاد با عنوانِ جامعِ نُسَخِ حافظ | پژوهشی بیهوده با روشی غیرعینی و فاقدِ ارزشِ علمی؛ انتشارِ تنها ده مجلد پیش از درگذشتِ مصحح در ۱۳۵۹ ه‍.ش؛ چاپ مجلدی دیگر توسط علی حصوری در تهران به‌سال ۱۳۶۲ ه‍.ش |
| ۱۵                      | ۱۳۴۸ ه‍.ش                                                            | چاپ در تهران                                               | کار ایرج افشار با عنوانِ دیوانِ کهنهٔ حافظ برپایهٔ غزل‌های نوشته بر حاشیهٔ نسخه‌ای بی‌تاریخ از دیوانِ سلمان ساوُجی | باورِ افشار به کتابتِ این نسخه در حدودِ دو دههٔ نخست سدهٔ نهم ه‍.ق؛ مقایسه با نسخهٔ قزوینی و غنی از سوی افشار و ذکرِ اختلاف‌ها در حاشیه |
| ۱۶                      | ۱۹۷۱ م                                                             | چاپِ نسخه‌برگردان در کراچی                                   | نسخه‌ای از مجموعهٔ محمود شیرانی نگاه‌داری‌شده در کتابخانهٔ دانشگاه پنجاب به‌تاریخ ۸۹۴ ه‍.ق | با خوشنویسیِ محمود بن حسن نیشابوری همراه با مقدمهٔ ممتاز حسن |
| ۱۷                      | ۱۳۵۰ ه‍.ش و ۱۳۵۲ ه‍.ش و تجدید چاپ در ۱۳۷۱ ه‍.ش                           | چاپ در مشهد و تهران                                        | تصحیحِ محمدرضا جلالی نایینی و نَذیر احمد برپایهٔ نسخهٔ گورکهپور نگاه‌داری در کتابخانهٔ سیدهاشم سبزپوش و چاپ دوم برپایهٔ همین نسخه و نسخهٔ گزیده‌ای از کتابخانهٔ ایاصوفیه | مقابله با نسخه‌های دستنویسِ بسیارِ دیگر و چندین نسخهٔ چاپی و بررسیِ اختلاف و ذکر در پاورقی در هر دو چاپ؛ یکی از معتبرترین چاپ‌ها از نظرِ دقت در مقابله |
| ۱۸                      | ۱۳۵۴ ه‍.ش در دو نوبت و چاپ سوم در ۱۳۶۰ ه‍.ش و چندین بارِ دیگر تجدید چاپ | چاپ در تهران                                               | تصحیحِ احمد شاملو با عنوانِ حافظ شیراز، به روایتِ احمد شاملو | فاقدِ مبنایی علمی، اما محبوب به‌ویژه نزدِ جوانان؛ عدمِ تعیینِ نسخه‌های دستنویسِ مورد استفاده در تصحیح از سوی مصحح؛ مهم‌ترین ویژگیِ آن، ترتیبِ منطقیِ ابیات به‌گفتهٔ خود مصحح و نقدِ آن از سوی بهاءالدین خرمشاهی؛ تغییرِ متنِ اشعار از چاپی به چاپی دیگر؛ استفادهٔ نابه‌جا از نقطه‌گذاری و حروفِ سیاه |
| ۱۹                      | ۱۳۵۴ ه‍.ش                                                            | چاپ در تهران                                               | تصحیحِ یحیی قریب برپایهٔ نسخه‌ای به‌تاریخ ۸۶۲ ه‍.ق و نسخه‌ای متعلق به سدهٔ دهم هجری قمری همراه با مقابله با چند نسخهٔ دستنویس و چاپی؛ دربردارندهٔ واژه‌نامه، یادداشت، حاشیه و تعلیقات مصحح | تصحیحی علمی و نسبتاً معتبر؛ خودداری از تصحیح ذوقی و مبنا قراردادن نسخه‌های کهن |
| ۲۰                      | ۱۳۵۶ و ۱۳۷۶ و ۱۳۸۵ ه‍.ش                                              | چاپِ نخست در تبریز و چاپِ دوم و سوم در تهران                 | تصحیحِ رشید عِیْوَضی و اکبر بهروز برپایهٔ سه نسخهٔ کامل به‌تاریخ ۸۱۳، ۸۲۲ و ۸۲۵ ه‍.ق نگاه‌داری‌شده در ایاصوفیه، کتابخانهٔ موزهٔ طوپقاپی و کتابخانهٔ نورعثمانیه؛ چاپ دومِ عیوضی برپایهٔ هشت نسخه به‌تاریخ‌هایی از ۸۱۳ تا ۸۲۷ ه‍.ق تصحیح سوم برپایهٔ نُه نسخهٔ کامل دستنویس؛ دربردارندهٔ ۴۸۵ غزل، ۴ قصیده، ۳ مثنوی، یک ترکیب‌بند، ۵۱ قطعه، ۲ فردیات و ۲۶ رباعی با مقدمه‌ای در ۵۰ صفحه              | |
| ۲۱                      | ۱۹۸۸ م                                                             | چاپ در دهلی نو                                             | کارِ نذیر احمد در چاپِ دو نسخهٔ دستنویسِ هندی یکی از گلچینِ شعریِ نگاه‌داری‌شده در موزهٔ سالار جنگِ حیدرآباد به‌تاریخ ۸۱۳ ه‍.ق و دیگری از نسخهٔ کتابخانهٔ آصفیّهٔ حیدرآباد به‌تاریخ ۸۱۸ ه‍.ق | مقابله با نسخه‌های دیگر و نسخهٔ قزوینی و غنی در هر دو ویرایش |
| ۲۲                      | ۱۳۶۷ ه‍.ش                                                            | چاپِ نسخه‌برگردان در تهران                                   | نسخه‌ای به‌تاریخ ۸۰۵ ه‍.ق به‌گفتهٔ رکنُ‌الدّین همایونفَرُّخ | اعتقادِ بهاءالدّین خرمشاهی بر تاریخ‌گذاریِ نادرستِ نسخه به‌خاطرِ وجودِ غزلی دربارهٔ نبرد کربلا افزوده احتمالاً در روزگارِ صفوی |
| ۲۳                      | ۱۹۹۲ م                                                             | چاپ نسخه‌برگردان در دهلی نو                                 | نسخه‌ای احتمالاً متعلق به سدهٔ نهم هجری قمری نگاه‌داری‌شده در کتابخانهٔ عمومی شرقی خدابخش در پتنه | تهیه‌شده در هرات با توجه به دستخطِ سلطان حسین بایقرا در برگِ آخر؛ استفاده برای تفَأُّل |
| ۲۴                      | ۱۳۶۲ ه‍.ش                                                            | چاپ در تهران                                               | تصحیحِ احمد سهیلی خوانساری برپایهٔ مقابلهٔ چهار نسخه | |
| ۲۵                      | ۱۳۶۷ ه‍.ش                                                            | چاپ در تهران                                               | تصحیحِ عبدالعلی ادیب برومند و پوراندخت ادیب برومند برپایهٔ نسخه‌ای به‌تاریخ ۸۷۴ ه‍.ق و نسخه‌های خانلری و قزوینی و غنی | |
| ۲۶                      | ۱۳۶۹ ه‍.ش                                                            | چاپ دوم در تهران به‌کوشش سید عبدالله موسوی دیزکوهی          | تصحیحِ سید محمد محیط طباطبایی با مقدمه‌ای از وی و با خوشنویسیِ محمدعلی سبزه‌کار؛ با وجود گفتهٔ مصحح دربارهٔ وفاداری به نسخهٔ سدهٔ نهم هجری قمری، دارای اختلاف با تصاویر نسخهٔ عکسیِ آن؛ دارای ۴۳۶ غزل، قطعات، ساقی‌نامه و ۱۳ رباعی؛ عدم وجودِ بسیاری از غزل‌های اصیل و همهٔ مُلَمَّعات و درعین‌حال وجودِ چندین غزلِ الحاقی                                                                  | با تذهیب و تشعیرِ مدرن آیدین آغداشلو |
| ۲۷                      | ۱۳۵۳، ۱۳۷۱ و ۱۳۷۷ ه‍.ش                                               | چاپ در تهران                                               | سه چاپ به‌تصحیحِ سلیم نیساری؛ تصحیحِ نخست برپایهٔ چهار نسخهٔ قدیمی؛ تصحیحِ دوم برپایهٔ چهل و سه نسخهٔ دستنویس؛ تصحیحِ سوم برپایهٔ چهل و هشت نسخهٔ دستنویس سدهٔ نهم هجری قمری | |
| ۲۸                      | ۱۳۷۲ ه‍.ش                                                            | چاپ در تهران                                               | تصحیحِ محمدرضا جلالی نایینی و عبدالله نورانی وصال برپایهٔ شش نسخهٔ دستنویس؛ دارای دو مقدمهٔ گلندام و مصححان | |
| ۲۹                      | ۱۳۷۳ ه‍.ش                                                            | چاپ در تهران                                               | تصحیحِ هوشنگ ابتهاج برپایهٔ سی و یک نسخهٔ دستنویس | دوریِ مصحح از سنتِ مصححان دربارهٔ اولویت‌بخشی به نسخه‌های کهن‌تر؛ اعتقادِ مصحح به الزاماً درست نبودنِ خوانش‌ها در بیشترِ نسخه‌های دستنویس |
| ۳۰                      | ۱۳۷۳ ه‍.ش                                                            | چاپ توسط انتشارات دوستان در تهران                          | تصحیحِ بهاءالدین خرمشاهی برپایهٔ مقابلهٔ سه نسخه و تطبیق با هشت نسخهٔ معتبر چاپی؛ دربردارندهٔ ۴۹۶ غزل، ۲ مثنوی، ۲۹ قطعه و ۴۲ رباعی بدون قصیده و مقدمهٔ گلندام | دارای مقدمه‌ای مفصل و کشفُ الْابیات؛ هدفِ ارائهٔ نسخهٔ خلخالی با شیوه‌ای علمی‌تر از سوی مصحح |
| ۳۱                      | ۱۳۷۸ و ۱۳۸۸ و ۱۳۹۶ ه‍.ش                                              | چاپ توسط انتشارات فرزان در تهران                           | چاپی تازه به‌کوششِ هاشم جاوید و بهاءالدّین خرمشاهی؛ هدفْ ارائهٔ نسخه‌ای واحد از شش تصحیح معتبر پیشین شامل قزوینی–غنی، خانلری، جلالی نایینی–نورانی وصال، سلیم نیساری، عیوضی–بهروز و سایه با مبنای تصحیح قزوینی–غنی و درجِ تفاوت‌های دیگر تصحیح‌ها در پاورقی‌ها و نیز پرداختن به مبانی و روشِ مصححان؛ دربردارندهٔ ۴۹۵ غزل، ۳ قصیده، ۲ مثنوی، ۳۴ قطعه و ۴۲ رباعی به‌همراهِ مقدمهٔ گلندام | |
| ۳۲                      | ۱۳۷۹ ه‍.ش                                                            | چاپ در تهران                                               | چاپِ دیوان به‌کوششِ احمد مجاهد برپایهٔ نسخه‌ای به‌تاریخ ۹۰۷ ه‍.ق | نسخه‌ای با حواشی و دربردارندهٔ ۶۴۶ غزل؛ گردآوری یک سده پس از درگذشتِ حافظ |
| ۳۳                      | ۱۳۷۹ ه‍.ش                                                            | چاپ در تهران                                               | چاپِ دیوان با ویراستاریِ سید صادق سجادی و علی بهرامیان با عنوانِ دیوان حافظ براساس نسخهٔ نویافتهٔ بسیار کهن به‌همراهِ توضیحاتی از کاظم برگ‌نیسی | همراه با شرح و حاشیهٔ ۴۰۷ غزل |
| ۳۴                      | ۱۳۸۰ ه‍.ش                                                            | چاپ در تهران                                               | گردآوری دیوان با عنوان خاطر مجموع، جامع دیوان حافظ به‌گردآوری شفیع شجاعی ادیب برپایهٔ ۲۱ چاپِ معتبر | |
| ۳۵                      | ۱۳۸۷ ه‍.ش                                                            | چاپ در شیراز                                               | چاپِ دیوان با تصحیح و تطبیقِ ضیاءالدّین ترابی برپایهٔ نسخهٔ ۸۲۲ ه‍.ق به‌کتابتِ جعفر الحافظ نگاه‌داری‌شده در موزهٔ طوپقاپوسرای؛ دربردارندهٔ ۴۴۱ غزل، یک قطعه، دو مثنوی و چند سرودهٔ پراکنده مانند ماده‌تاریخ‌ها؛ بهره‌گیری از نسخهٔ قزوینی و غنی در ویرایشِ ابیاتِ ناقص و نامفهومِ نسخه | |
| ۳۶                      | ۱۳۸۸ ه‍.ش                                                            | چاپ توسط انتشارات نوید شیراز در شیراز                      | چاپِ دیوان با عنوانِ دیوان جامع حافظ به‌کوششِ محمود رُکن برپایهٔ ده چاپ دیوان شامل قزوینی–غنی، خانلری، جلالی نایینی–نورانی وصال، پژمان بختیاری، خلخالی، قدسی، نیساری، انجوی، سایه و عیوضی–بهروز، همراه با توضیحات و واژه‌نامه؛ اساسِ کار برپایهٔ چاپِ خانلری؛ دربردارندهٔ همهٔ قالب‌های شعریِ موجود از حافظ؛ از بهترین چاپ‌های ذوقیِ دیوان                                             | |
| ۳۷                      | ۱۳۷۵ و ۱۳۸۹ ه‍.ش                                                     | چاپ نخست توسط نشر خرم در قم و چاپ دوم توسط نشر نی در تهران | تصحیحِ محمود راستگو برپایهٔ ۴ نسخهٔ چاپیِ قزوینی–غنی، خانلری، ابتهاج و نیساری؛ ارائهٔ هفت معیارِ سبک‌شناسانه از سوی مصحح در روشِ تصحیح؛ باورِ مصحح به «کاری تازه و جداگانه» نسبت به اثر خویش | تصحیحی علمی–ذوقی |